# Toukkhoum
Le toukkhoum (тукхум) tchétchène est une union politico-militaire ou politico-économique de plusieurs teips (clans), unis pour prendre des décisions communes, se défendre contre un ennemi, ou pour faire du commerce et/ou du troc.

## Description
Cette alliance est surtout basée sur la proximité géographique des taïps qui la composent, ou dans certains cas sur une ascendance commune (toukkhoums Terloï ou Tchanti). Les toukkhoums ne sont pas sous l’autorité d’un chef, mais il existe un conseil des anciens avec des représentants de tous les taïps, chargé de coordonner les actions.
L’union tribale des toukkhoums forme le kyam, c’est-à-dire la nation tchétchène dans sa totalité. Au cours des XVIe et XVIIe siècles, 9 toukkhoums furent formés en Tchétchénie :
- Mialki (Мялкий)
- Nokhchmakhkakhoï (Нохчмахкахой)
- Ovkhoï (Овхой)[1]
- Orstkhoï (Орстхой)
- Terloï (Терлой)
- Tchanti (Чанти)
- Tchebarloï (Чебарлой)
- Charoï (Шарой)
- Chotoï (Шотой)

Toutefois tous les taïps ne font pas forcément partie d’un toukkhoum (par exemple les taïps Zourzakkhoï, Pechkhoï, Satoï).
Ces 9 taïps sont représentés sous forme d’étoiles sur le drapeau de la république tchétchène d'Itchkérie. Chacune de ces étoiles représentant un toukkhoum.